# Salzstock Rüstringen

Jade-Wesermündung mit Lage der Kaverne

Der Salzstock Rüstringen ist ein Salzstock am Stadtrand von Wilhelmshaven in Niedersachsen. Er befindet sich im Bereich des Stadtteils Coldewei und wird seit 1968 als Speicherkaverne für die Erdöllagerung im Rahmen der staatlichen Rohölreserve für Deutschland genutzt.

## Geologie
Das Nordwestdeutsche Becken ist mit großen Salzansammlungen im Bereich des ehemaligen Zechsteinbeckens durchzogen, die sich vor rund 260 Millionen Jahren gebildet haben. Der Salzstock Rüstringen in seiner heutigen Form entstand vor etwa 80 Millionen Jahre in Form eines Steinsalzdiapirs. Das Salzvorkommen erstreckt sich in einer Tiefe zwischen 1100 Metern bis 5000 Metern; der Salzstock ist also fast vier Kilometer hoch.  Er besteht aus Salzgestein, das sich aufgrund seiner besonderen chemischen und physikalischen Eigenschaften nur mit Wasser auflösen lässt und aufgrund seiner Kristallstruktur fest und undurchlässig ist. Diese Materialeigenschaften macht man sich für die Lagerung von Rohölreserven zu Nutze.

## Kavernenanlage Rüstringen
Die Kavernen im Salzstock Rüstringen werden von der Nord-West Kavernengesellschaft mbH (NWKG), eine 100%ige Tochter des Erdölbevorratungsverbandes (EBV), mit Sitz in Wilhelmshaven betrieben. Die zylinderförmigen Kavernen befinden sich in einer Tiefe von 1200 Metern bis 2000 Metern. Eine Kaverne ist rund 300 bis 500 Meter hoch und hat einen Durchmesser von bis zu 100 Metern. 2010 besaß das Kavernenfeld 35 Kavernen mit einer Speicherkapazität von rund 6,3 Millionen Kubikmetern Rohöl. Damit ist die Kavernenanlage Rüstringen, eine von vier Kavernenanlagen der NWKG, die größte ihrer Art in Deutschland.
2010 genehmigte das Bergamt Meppen eine Erweiterung der Anlage um bis zu sechs weitere Kavernen. Nach weiteren Salzkernuntersuchungen stellte sich aber heraus, dass sich das Salz an zwei geplanten Stellen nicht für den Kavernenbau eignet. Die Kavernenanlage im Salzstock Rüstringen wird also im geplanten Endausbau mit 39 Kavernen voll belegt sein.